# Moore Threads
Moore Threads Technology Co. Ltd – chińska firma technologiczna specjalizująca się w projektowaniu procesorów graficznych (GPU), założona w październiku 2020 roku przez Zhanga Jianzhonga (张建中), były globalny wiceprezes firmy Nvidia i dyrektor generalny Nvidia China. Firma twierdzi, że jest pierwszą chińską firmą, która wprowadziła krajowe w pełni funkcjonalne rozwiązanie GPU.

## Historia
Przedsiębiorstwo założył w październiku 2020 roku były globalny wiceprezes i dyrektor generalny Nvidia w Chinach, Zhang Jianzhong, które następnie w ciągu pierwszego roku otrzymało finansowanie w trzech rundach od inwestorów, takich jak Shenzhen Capital Group, GGV Capital, Sequoia Capital China, ByteDance i Tencent.

### Sankcje USA
W październiku 2023 roku Departament Handlu Stanów Zjednoczonych dodał Moore Threads do Entity List.